# 양봉

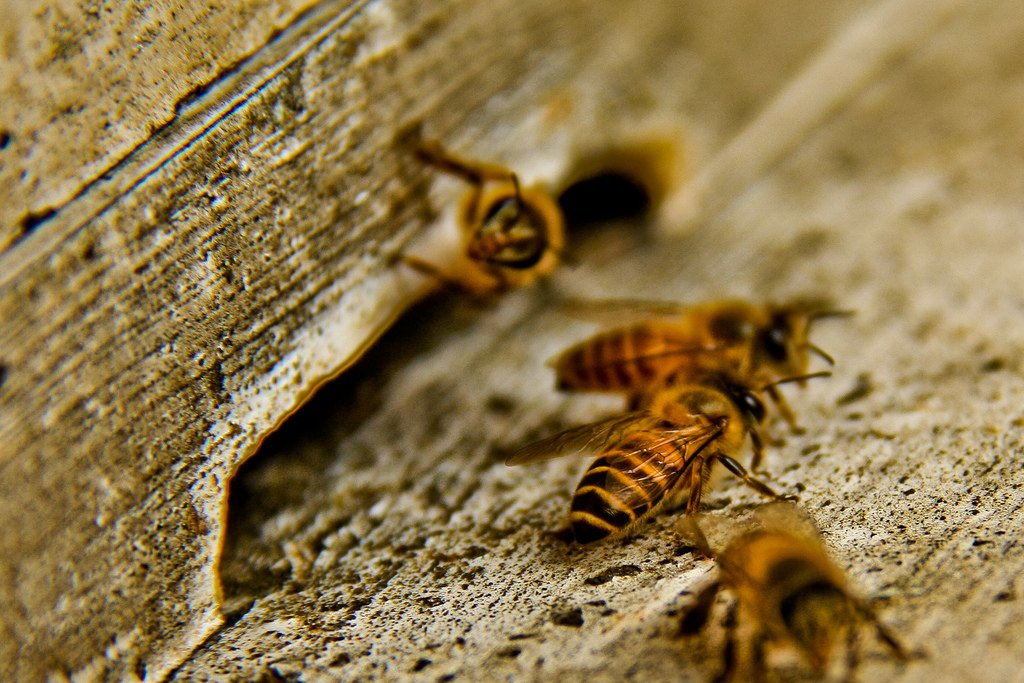

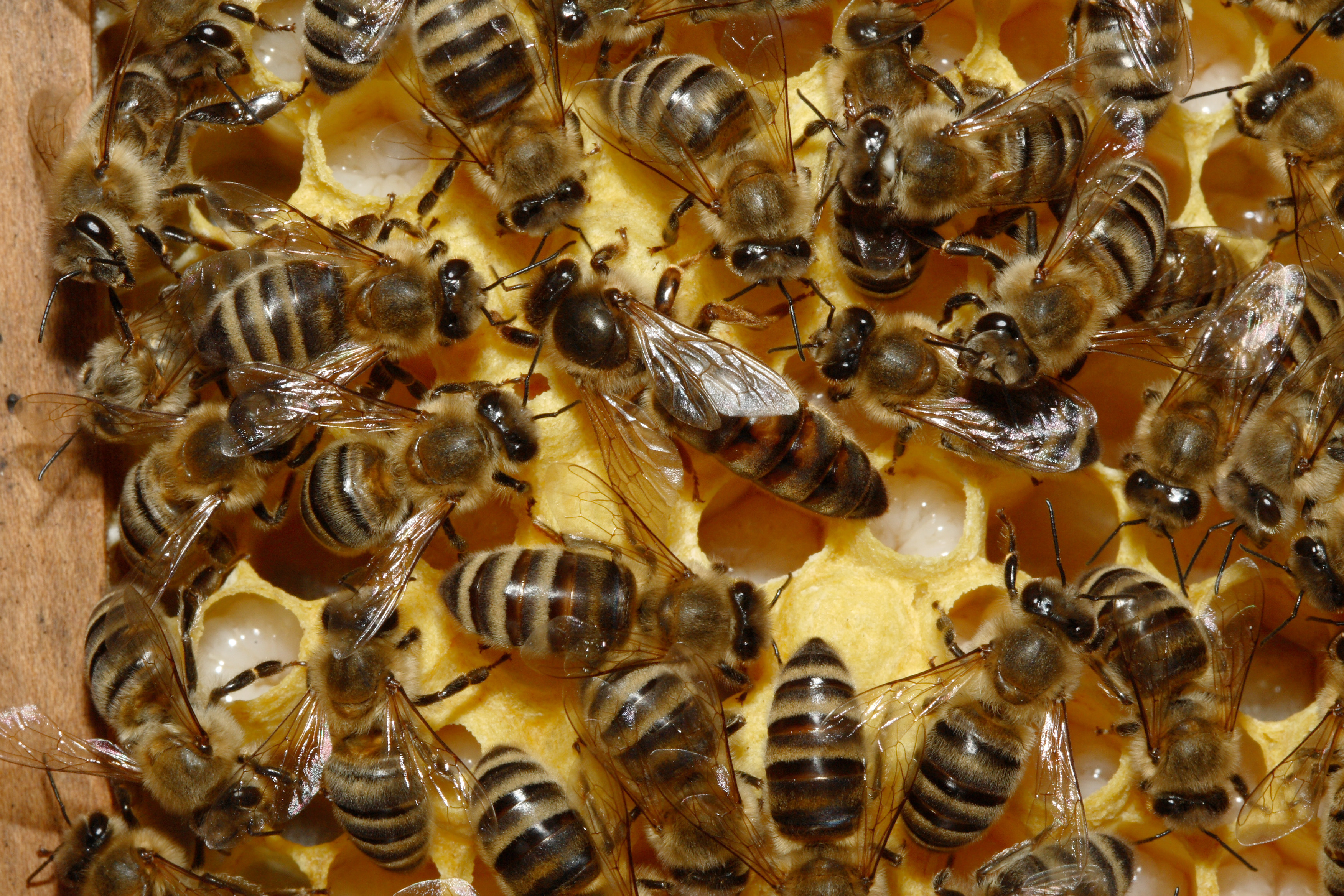
여왕벌 (가운데)

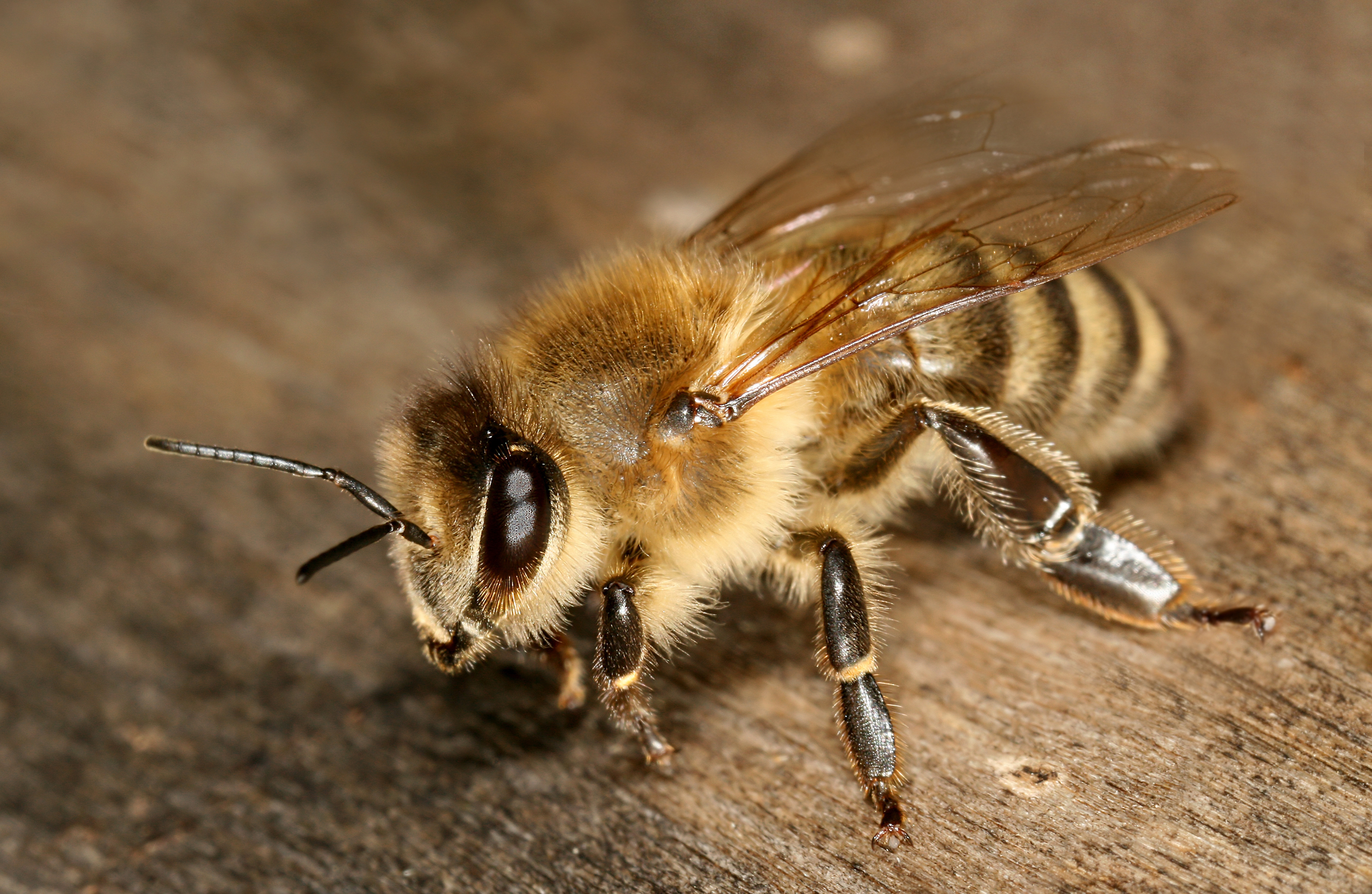
일벌

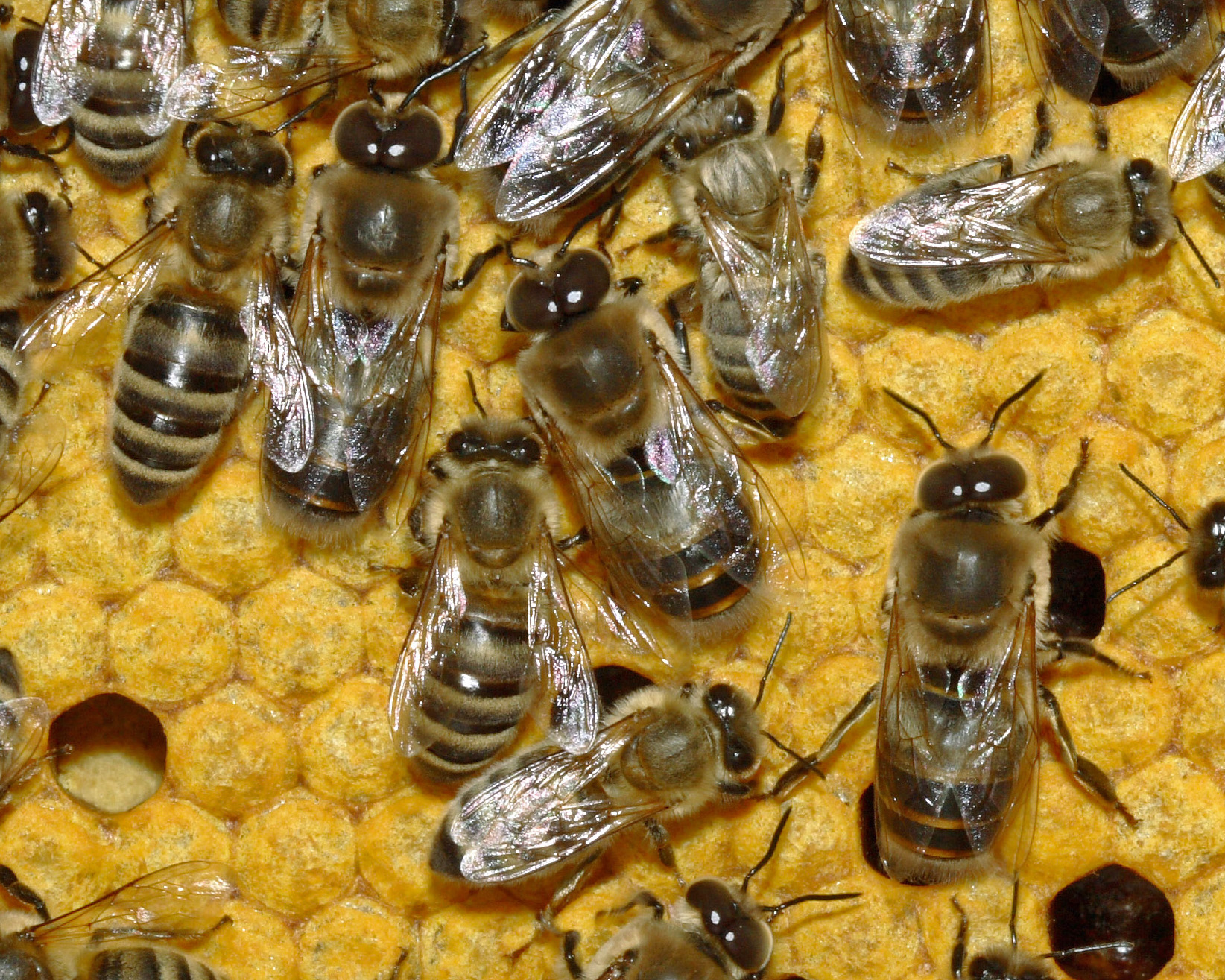
수벌은 작은 일벌보다 크다

양봉(養蜂, 영어: beekeeping, apiculture)은 벌꿀 혹은 밀랍이나 화분(花粉), 로열젤리, 프로폴리스, 봉독액(봉침액), 수벌 번데기 등을 생산하기 위해서 꿀벌을 기르는 것이다. 충매(蟲媒)에 의한, 농작물의 수분(受粉)을 확실히 하기 위해서 즉, 꿀벌의 방화활동을 이용하여 작물의 생산량을 늘리기 위해 꿀벌을 치는 것을 의미하기도 한다.

## 양봉 도입 경과
1954년 세계 기독교 봉사회로부터 미국에서 수입된 이탈리안 꿀벌 10군을 기증받아 축산시험장에서 양봉연구를 담당하기 시작하였다. 1950년대는 꿀벌의 품종보전 연구, 인공화분 급여에 의한 봉군(蜂群) 발육 시험을 수행하였다. 1960년대에는 품종보존과 여왕벌 인공수정에 관한 연구를 하였고, 1970-1990년대에는 품종보존과 밀원 자원 개발에 관한 시험을 수행하다가 1998년 농업과학기술원으로 연구 업무가 이관되어 꿀벌 육종, 사양 관리(feeding and management), 농작물 꽃가루 수분 연구를 수행하고 있다.

## 같이 보기
- 양봉학